# Galih (Pasrepan)
Galih is een bestuurslaag in het regentschap Pasuruan van de provincie Oost-Java, Indonesië. Galih telt 3690 inwoners (volkstelling 2010).